# Пољопривредна знанствена смотра (часопис)
Пољопривредна знанствена смотра је научни часопис из области пољопривреде.

### О часопису
Пољопривредна знанствена смотра je доносила оригиналне научне радове, приказе развоја науке и научних грана, као и рецензије научних дела и радова из свих грана пољопривредних наука. Часопис је под овим називом излазио од 1946. до. 1996. године, најпре годишње, а од 1974. године тромесечно.

### Историја
Пољопривредна знанствена смотра је часопис са дугом традицијом. Води порекло од часописа "Господарска смотра", који је 1909. године почео да излази у Крижевцима," након чега је наставио да излази у Загребу, прво под називом "Пољопривредна научна смотра", а затим и као "Пољодјелска знанствена смотра." Од 1974. године до данас излази као Agriculturae conspectus scientificus. 

## Уредници
- Павао Квакан - од бр. 14 (1952)
- Огризек Алберт - од бр. 15 (1953)
- Јосип Пајалић - од бр. 20 (1965)
- Стјепан Ромић - од бр. 31 (1974)
- Јосип Ковачевић - од бр. 32 (1974), од бр. 44 (1978)
- Јосип Ритз - од бр. 48 (1978)
- Фрањо Шатовић - од бр. 50 (1980)

## Теме
- сточарство
- ратарство
- воћарство
- виноградарство

## Електронски облик часописа
Бројеви часописа који су изашли од 1997. до 2019. су и електронски доступни на сајту Пољопривредног факултета у Загребу.